# München (Schiff, 1962)
Das Motorschiff München ist ein Passagierschiff auf dem Bodensee.

## Geschichte
Nach dem Zweiten Weltkrieg waren im Hafen Konstanz keine großen Motorschiffe beheimatet. Um dem zunehmenden Passagieraufkommen gerecht zu werden, beauftragte die Deutsche Bundesbahn als damalige Betreiberin der deutschen Schiffe der Weißen Flotte die Kressbronner Bodan-Werft mit einem Neubau. Das bestellte Dreideck-Motorschiff sollte ein Schwesterschiff der in Friedrichshafen beheimateten Stuttgart werden und die Hohentwiel ersetzen, die zum Saisonende 1961 ausgemustert werden sollte. Während der Bauzeit kam es am 18. November 1961 zu einem Unglück auf der Werft, das die Fertigstellung um mehrere Monate verzögerte. Deshalb wurde die Hohentwiel für eine weitere Saison reaktiviert.
Am 1. August 1962 wurde das neue Schiff in Dienst gestellt. Es erhielt den Namen München, den bisher die 1958 ausgemusterte ehemalige Rupprecht trug. Namensgeber ist die Hauptstadt des an den Bodensee anliegenden Bundeslandes Bayern.

## Einsatz
Von 1962 bis 2005 wurde die München auf Kurslinien auf dem Obersee eingesetzt, zudem diente sie wie die Graf Zeppelin für Sonderfahrten. In den letzten Jahren wird die München in den Winterpausen am Liegeplatz 3 im Konstanzer Hafen festgemacht und dient als Standort von Verkaufsständen beim Konstanzer Weihnachtsmarkt.
Ab der Saison 2006 wurde die München auf dem Überlinger See eingesetzt, als Ersatz für das ausgemusterte Motorschiff Überlingen. Im Winter 2007/2008 wurde die München in der BSB-eigenen Werft in Friedrichshafen überholt und modernisiert, dabei ereignete sich wieder ein Unglück, allerdings weit weniger folgenschwer als 1961: Am 15. Februar 2008 entzündete sich Dämmmaterial im Motorraum, der Brand konnte jedoch rasch unter Kontrolle gebracht werden. Ende der 2010er Jahre wurde die München im Tausch gegen die MS Schwaben nach Lindau umstationiert und wird wieder auf dem Obersee zwischen Bregenz und Konstanz eingesetzt.